# París-Tours 1928
La París-Tours 1928 fue la 23ª edición de la clásica París-Tours. Se disputó el 22 de abril de 1928 y el vencedor final fue el belga Denis Verschueren, que se impuso al sprint. 

## Clasificación general[3]
|    | Ciclista          | Equipo | Tiempo    |
| -- | ----------------- | ------ | --------- |
| 1  | Denis Verschueren |        | 7h 16'53" |
| 2  | Charles Pélissier |        | m.t.      |
| 3  | Marius Gallottini |        | m.t.      |
| 4  | Achille Souchard  |        | m.t.      |
| 5  | Georges Cuvelier  |        | m.t.      |
| 6  | Joseph Dervaes    |        | m.t.      |
| 7  | Joseph Wauters    |        | m.t.      |
| 8  | Charles Meunier   |        | m.t.      |
| 9  | Nicolas Frantz    |        | m.t.      |
| 10 | Marcel Bidot      |        | m.t.      |